# Ministerio de la Presidencia (Bolivia)
El Ministerio de la Presidencia de Bolivia es un ministerio encargado de brindar apoyo a la gestión presidencial, la coordinación con los poderes del Estado, establecer la gestión pública con participación de las organizaciones sociales y los pueblos indígenas, y mecanismos de comunicación y difusión transparente de la información gubernamental.
El Ministerio de Autonomías pasó a formar parte del Ministerio de la Presidencia como viceministerio a inicios del 2017. La actual Ministra de la Presidencia es María Nela Prada.

## Organización
- Nivel de Asesoramiento, Administrativo y Apoyo
- Nivel Sustantivo
  - Viceministerio de Coordinación con Movimientos Sociales y Sociedad Civil
  - Viceministerio de Coordinación y Gestión Gubernamental
  - Viceministerio de Autonomías
- Unidades Desconcentradas
  - Gaceta Oficial de Bolivia
  - Unidad de Análisis
  - Unidad Ejecutora del Fondo Nacional de Solidaridad y Equidad (UE-FNSE)
  - Unidad de Proyectos Especiales (UPRE)
- Unidades Descentralizadas
  - Oficina Técnica para el Fortalecimiento de la Empresa Pública (OFEP)
  - Agencia de Gobierno Electrónico y Tecnologías de la Información y Comunicación (AGETIC)
  - Servicio Estatal de Autonomías (SEA).

## Ministros
Hasta el año 1989, lo que en la actualidad es el Ministerio de la Presidencia era conocido comúnmente con el nombre de "Secretaría General de la Presidencia" y el cual estaba al mando del secretario general de la presidencia.
El Presidente de Bolivia Jaime Paz Zamora mediante decreto presidencial N° 22292 del 6 de agosto de 1989, decide elevar de rango a dicha institución pública y pasa a denominarse oficialmente como "Ministerio de la Presidencia de Bolivia".
| Ministro/a de la Presidencia             | Posesionado/a por el Presidente/a | Período como Ministro o Ministra                  | Tiempo de Duración en el Cargo Ministerial | Decreto Presidencial de Designación |
| ---------------------------------------- | --------------------------------- | ------------------------------------------------- | ------------------------------------------ | ----------------------------------- |
| DÉCADA DE 1970 (Años 70s)                |                                   |                                                   |                                            |                                     |
| Eduardo Quintanilla Ibarnegaray (-)      | Alfredo Ovando Candia             | 9 de junio de 1970 - 9 de octubre de 1970         | 4 meses                                    | Decreto 9254                        |
| Mario Velarde Dorado † (1932-2021)       | Juan José Torres González         | 9 de octubre de 1970 - 21 de agosto de 1971       | 10 meses y 12 días                         | Decreto 9407                        |
| Alfredo Arce Carpio † (1941-2001)        | Hugo Banzer Suárez                | 22 de agosto de 1971 - 4 de septiembre de 1972    | 1 año y 13 días                            | Decreto 9861                        |
| Carlos Iturralde Ballivían † (1941-2021) | Hugo Banzer Suárez                | 4 de septiembre de 1972 - 23 de abril de 1973     | 7 meses y 19 días                          | Decreto 10454                       |
| Mario Escobari Guerra (-)                | Hugo Banzer Suárez                | 23 de abril de 1973 - 10 de septiembre de 1973    | 4 meses y 17 días                          | Decreto 10831                       |
| Guido Valle Antelo † (-1976)             | Hugo Banzer Suárez                | 10 de septiembre de 1973 - 4 de diciembre de 1973 | 2 meses y 24 días                          | Decreto 11061                       |
| Guillermo Bilbao La Vieja (-)            | Juan Pereda Asbún                 | 24 de julio de 1978 - 6 de noviembre de 1978      | 3 meses y 13 días                          | Decreto 15689                       |
| Luis Fernando Valle Quevedo (1945-)      | Juan Pereda Asbún                 | 6 de noviembre de 1978 - 24 de noviembre de 1978  | 18 días                                    | Decreto 15930                       |
| Abel Elías Sainz (-)                     | David Padilla Arancibia           | 24 de noviembre de 1978 - 11 de mayo de 1979      | 5 meses y 17 días                          | Decreto 15977                       |
| Jaime Arancibia Echeverria (-)           | David Padilla Arancibia           | 11 de mayo de 1979 - 8 de agosto de 1979          | 2 meses y 28 días                          | Decreto 16461                       |
| René Canelas López † (1917-1988)         | Walter Guevara Arze               | 13 de agosto de 1979 - 12 de octubre de 1979      | 1 mes y 30 días                            | Decreto 17037                       |
| Fernando Aguirre Bastos (-)              | Walter Guevara Arze               | 12 de octubre de 1979 - 1 de noviembre de 1979    | 20 días                                    | Decreto 17090                       |
| Boris Maricovic Cordova (-)              | Alberto Natusch Busch             | 1 de noviembre de 1979 - 16 de noviembre de 1979  | 15 días                                    | Decreto 17100                       |
| Gastón Aráoz Levy (-)                    | Lidia Gueiler Tejada              | 19 de noviembre de 1979 - 29 de febrero de 1980   | 3 meses y 10 días                          | Decreto 17118                       |
| DÉCADA DE 1980 (Años 80s)                |                                   |                                                   |                                            |                                     |
| Salvador Romero Pittari † (1938-2012)    | Lidia Gueiler Tejada              | 29 de febrero de 1980 - 17 de julio de 1980       | 4 meses y 17 días                          | Decreto 17231                       |
| Mario Escobari Guerra (-)                | Luis Garcia Meza Tejada           | 18 de julio de 1980 - 25 de febrero de 1981       | 7 meses y 7 días                           | Decreto 17529                       |
| Jorge Salazar Crespo (-)                 | Luis Garcia Meza Tejada           | 25 de febrero de 1981 - 1 de julio de 1981        | 4 meses y 4 días                           | Decreto 18026                       |
| Marcelo Galindo de Ugarte † (1929-1995)  | Luis Garcia Meza Tejada           | 1 de julio de 1981 - 7 de septiembre de 1981      | 2 meses y 6 días                           | Decreto 18443                       |
| Juan Carlos Durán Saucedo † (1949-2023)  | Celso Torrelio Villa              | 7 de septiembre de 1981 - 19 de julio de 1982     | 10 meses y 12 días                         | Decreto 18586                       |
| Alfredo Careaga Guereca (-)              | Guido Vildoso Calderón            | 21 de julio de 1982 - 10 de octubre de 1982       | 2 meses y 20 días                          | Decreto 19075                       |
| Horacio Torres Guzmán † (1930-2020)      | Hernán Siles Suazo                | 10 de octubre de 1982 - 29 de agosto de 1983      | 10 meses y 19 días                         | Decreto 19230                       |
| Benjamín Miguel Harb † (1926-2008)       | Hernán Siles Suazo                | 29 de agosto de 1983 - 10 de abril de 1984        | 7 meses y 12 días                          | Decreto 19763                       |
| Miguel Urioste Fernández (1948-)         | Hernán Siles Suazo                | 10 de abril de 1984 - 10 de enero de 1985         | 9 meses                                    | Decreto 20072                       |
| Freddy Peñaloza Orrico (†)               | Hernán Siles Suazo                | 10 de enero de 1985 - 6 de agosto de 1985         | 6 meses y 27 días                          | Decreto 20676                       |
| Guillermo Riveros Tejada † (1935-2012)   | Víctor Paz Estenssoro             | 6 de agosto de 1985 - 22 de enero de 1986         | 5 meses y 16 días                          | Decreto 21045                       |
| Juan Carlos Durán Saucedo † (1949-2023)  | Víctor Paz Estenssoro             | 22 de enero de 1986 - 27 de febrero de 1987       | 1 mes y 5 días                             | Decreto 21175                       |
| Walter Zuleta Roncal † (1936-2015)       | Víctor Paz Estenssoro             | 27 de febrero de 1987 - 6 de agosto de 1989       | 2 años, 5 meses y 7 días                   | Decreto 21528                       |
| DÉCADA DE 1990 (Años 90s)                |                                   |                                                   |                                            |                                     |
| Gustavo Fernández Saavedra (1940-)       | Jaime Paz Zamora                  | 6 de agosto de 1989 - 6 de agosto de 1993         | 4 años                                     |                                     |
| Carlos Sanchez Berzain (1959-)           | Gonzalo Sánchez de Lozada         | 6 de agosto de 1993 - 5 de enero de 1995          | 1 año, 4 meses y 30 días                   |                                     |
| José Guillermo Justiniano † (1947-2007)  | Gonzalo Sánchez de Lozada         | 5 de enero de 1995 - 6 de agosto de 1997          | 2 años, 7 meses y 1 día                    |                                     |
| Carlos Iturralde Ballivián † (1941-2021) | Hugo Banzer Suárez                | 6 de agosto de 1997 - 21 de junio de 1999         | 1 año, 10 meses y 15 días                  |                                     |
| Franz Ondarza Linares † (1935-2014)      | Hugo Banzer Suárez                | 21 de junio de 1999 - 25 de abril de 2000         | 10 meses y 4 días                          |                                     |
| DÉCADA DE 2000 (Años 2000s)              |                                   |                                                   |                                            |                                     |
| Walter Guiteras Denis † (1950-2020)      | Hugo Banzer Suárez                | 25 de abril de 2000 - 13 de enero de 2001         | 6 meses y 26 días                          |                                     |
| Marcelo Pérez Monasterios (-)            | Hugo Banzer Suárez                | 13 de enero de 2001 - 6 de agosto de 2001         | 6 meses y 26 días                          |                                     |
| José Luis Lupo Flores (1961-)            | Jorge Quiroga Ramirez             | 8 de agosto de 2001 - 5 de marzo de 2002          | 6 meses y 28 días                          |                                     |
| Alberto Leyton Avilés (-)                | Jorge Quiroga Ramirez             | 5 de marzo de 2002 - 6 de agosto de 2002          | 5 meses y 1 día                            |                                     |
| Carlos Sanchez Berzain (1959-)           | Gonzalo Sánchez de Lozada         | 6 de agosto de 2002 - 19 de febrero de 2003       | 6 meses y 13 días                          |                                     |
| José Guillermo Justiniano † (1947-2007)  | Gonzalo Sánchez de Lozada         | 19 de febrero de 2003 - 17 de octubre de 2003     | 7 meses y 26 días                          |                                     |
| José Antonio Galindo Neder † (1953-2007) | Carlos Mesa Gisbert               | 19 de octubre de 2003 - 9 de junio de 2005        | 1 año, 7 meses y 21 días                   |                                     |
| Iván Avilés Mantilla (1954-)             | Eduardo Rodríguez Veltzé          | 14 de junio de 2005 - 22 de enero de 2006         | 7 meses y 8 días                           |                                     |
| Juan Ramon Quintana Taborga (1959-)      | Evo Morales Ayma                  | 23 de enero de 2006 - 23 de enero de 2010         | 4 años                                     |                                     |
| DÉCADA DE 2010 (Años 10s)                |                                   |                                                   |                                            |                                     |
| Oscar Coca Antezana (1955-)              | Evo Morales Ayma                  | 23 de enero de 2010 - 11 de junio de 2011         | 1 año, 4 meses y 19 días                   |                                     |
| Carlos Romero Bonifaz (1966-)            | Evo Morales Ayma                  | 14 de junio de 2011 - 23 de enero de 2012         | 7 meses y 9 días                           |                                     |
| Juan Ramon Quintana Taborga (1959-)      | Evo Morales Ayma                  | 23 de enero de 2012 - 23 de enero de 2017         | 5 años                                     |                                     |
| René Martínez Callahuanca (1958-)        | Evo Morales Ayma                  | 23 de enero de 2017 - 23 de enero de 2018         | 1 año                                      |                                     |
| Alfredo Octavio Rada Vélez (1965-)       | Evo Morales Ayma                  | 23 de enero de 2018 - 23 de enero de 2019         | 1 año                                      |                                     |
| Juan Ramon Quintana Taborga (1959-)      | Evo Morales Ayma                  | 23 de enero de 2019 - 10 de noviembre de 2019     | 9 meses y 18 días                          |                                     |
| Jerjes Enrique Justiniano Atalá (1971-)  | Jeanine Áñez Chávez               | 13 de noviembre de 2019 - 3 de diciembre de 2019  | 20 días                                    |                                     |
| Yerko Martín Núñez Negrette (1973-)      | Jeanine Áñez Chávez               | 3 de diciembre de 2019 - 6 de noviembre de 2020   | 11 meses y 3 días                          | [ 3 ]                               |
| DÉCADA DE 2020 (Años 20s)                |                                   |                                                   |                                            |                                     |
| María Nela Prada Tejada (1981-)          | Luis Arce Catacora                | 9 de noviembre de 2020 - Actualidad               | 4 años, 8 meses y 22 días                  |                                     |

## Instituciones Desconcentradas

### Unidad Ejecutora del Fondo Nacional de Solidaridad y Equidad (UE-FNSE)
La Unidad Ejecutora del Fondo Nacional de Solidaridad y Equidad (UE-FNSE) es una institución boliviana desconcentrada y perteneciente al  Ministerio de la Presidencia de Bolivia. Esta unidad es la encargada de implementar y ejecutar proyectos y programas destinadas al beneficio solamente exclusivo de las personas discapacitadas de toda Bolivia. Fue creada el 6 de abril del año 2011 mediante Decreto Supremo N°0839.